# Sondra Locke

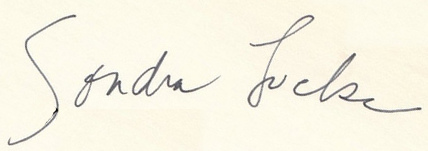
Firma

Sondra Locke, pseudonimo di Sandra Louise Anderson nata Smith (Shelbyville, 28 maggio 1944 – Los Angeles, 3 novembre 2018), è stata un'attrice e regista statunitense.

## Biografia
Il suo debutto cinematografico avvenne nel film L'urlo del silenzio (1968). Legatasi sentimentalmente a Clint Eastwood nel 1975, lo affiancò in molti suoi film come Il texano dagli occhi di ghiaccio (1976), L'uomo nel mirino (1977), Filo da torcere (1978), Bronco Billy (1980), Fai come ti pare (1980) e Coraggio... fatti ammazzare (1983), che fu uno degli ultimi film in cui apparve in veste di attrice. Dalla metà degli anni ottanta passò infatti dietro la macchina da presa, dirigendo alcune pellicole. Il suo ultimo ruolo fu nel film Profezie di morte (2000).
Morì il 3 novembre 2018 a Los Angeles, a causa di due tumori (un cancro al seno e un osteosarcoma); il decesso venne reso pubblico dopo sei settimane.

## Filmografia parziale

### Attrice

#### Cinema

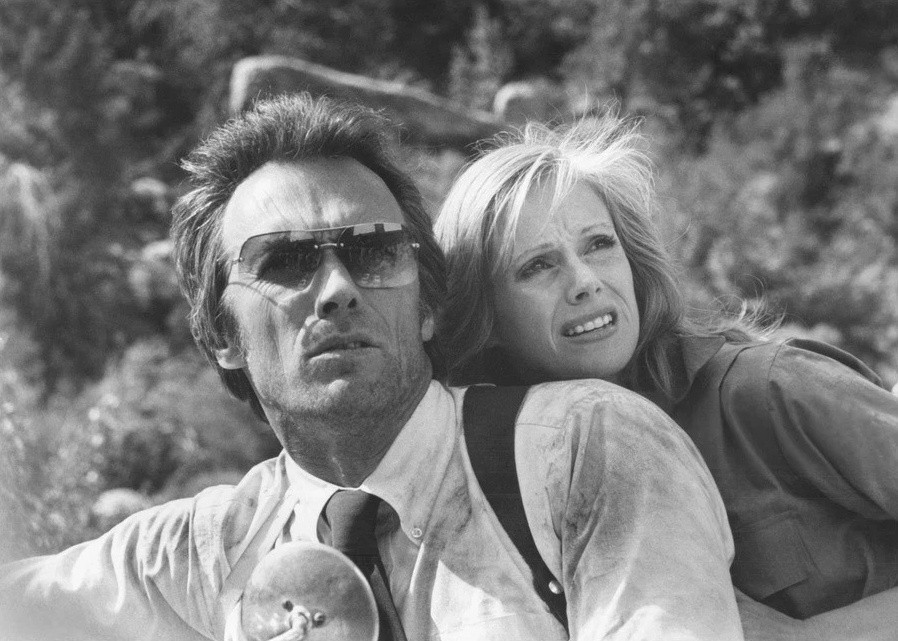
Da sinistra: Eastwood e Locke ne L'uomo nel mirino (1977)

- L'urlo del silenzio (The Heart Is a Lonely Hunter), regia di Robert Ellis Miller (1968)
- Willard e i topi (Willard), regia di Daniel Mann (1971)
- Un rantolo nel buio (A Reflection of Fear), regia di William A. Fraker (1972)
- Il texano dagli occhi di ghiaccio (The Outlaw Josey Wales), regia di Clint Eastwood (1976)
- L'uomo nel mirino (The Gauntlet), regia di Clint Eastwood (1977)
- Filo da torcere (Every Which Way But Loose), regia di James Fargo (1978)
- Bronco Billy, regia di Clint Eastwood (1980)
- Fai come ti pare (Any Which Way You Can), regia di Buddy Van Horn (1980)
- Coraggio... fatti ammazzare (Sudden Impact), regia di Clint Eastwood (1983)
- Ratboy, regia di Sondra Locke (1986)
- Clean and Narrow, regia di William Katt (1999)
- Profezie di morte (The Prophet's Game), regia di David Worth (2000)

#### Televisione
- Mistero in galleria (Night Gallery) – serie TV (1972)
- The Gondola – film TV (1973)
- Cannon – serie TV, 2 episodi (1973-1975)
- Il pianeta delle scimmie (Planet of the Apes) – serie TV, episodio 1x12 (1974)
- Storie incredibili (Amazing Stories) – serie TV, episodio 1x12 (1985)

### Regista
- Ratboy (1986)
- Doppia identità (Impulse) (1990)
- Fine della corsa (Trading Favors) (1997)

### Produttrice
- Knock Knock, regia di Eli Roth (2015)

## Riconoscimenti
- Premio Oscar
  - 1969 – Candidatura alla miglior attrice non protagonista per L'urlo del silenzio
- Golden Globe
  - 1969 – Candidatura alla migliore attrice non protagonista per L'urlo del silenzio
  - 1969 – Candidatura alla migliore attrice debuttante per L'urlo del silenzio

## Doppiatrici italiane
- Lorenza Biella in L'urlo del silenzio, Bronco Billy, Fai come ti pare, Coraggio... fatti ammazzare
- Laura Gianoli ne Il texano dagli occhi di ghiaccio, L'uomo nel mirino
- Daniela Nobili in Filo da torcere
- Laura Boccanera in Storie incredibili